# Літературно-мистецька премія «Кришталева вишня»
 Подільська літературно-мистецька премія «Кришталева вишня»  — премія творчим особистостям Вінниччини за здобутки у літературі та мистецтві з метою заохочення літературної та мистецької творчості подолян, виявлення оригінальних перспективних талантів та залучення їх до виховання у підростаючого покоління духовності, формування естетичного смаку.

## Історія

### Заснування та фундатори
Заснована у 1995 р. з ініціативи голови філософсько-літературного об'єднання «Поле» Олега Кадочнікова. Премія успадкувала традицію заохочення творчої молоді Поділля від премії ім. М. Трублаїні, яка існувала за радянських часів. Фундаторами «Кришталевої вишні» виступили Об'єднання (відтепер — Центр) естетичного виховання та організації дозвілля молоді, Управління у справах сім'ї, молоді та спорту Вінницької ОДА, обласне літературно-філософське об'єднання «Поле» (відтепер — Російсько-український культурно-просвітницький центр у Вінницькій області «Співвітчизники»). Серед контрибуторів премії у різні роки крім фундаторів були — обласний осередок Народно-демократичної партії, громадська організація «Україна — Польща — Німеччина», Вінницька обласна організація Національної спілки письменників України. 

Від 1999 р. премія із суто літературної перетворилась на літературно-мистецьку, що надало можливість висувати на номінацію представників різних жанрів мистецтва.

### Порядок присудження
Премія присуджується щорічно і вручається у поточному році за попередній рік. Премія зазвичай має 7 найвищих відзнак у трьох умовних номінаціях:
1. Поезія, проза (найкращі книги, твори);
2. Архітектура, живопис, графіка, театр, музика, хореографія (найкращі роботи, знакові проекти, творчі колективи);
3. Літературні дослідження, краєзнавство, громадська, літературна, видавнича та культурно-просвітницька діяльність, переклади (роботи, особистий внесок, заслуги). 

Окрім того, час від часу вручаються заохочувальні премії. Три із семи найвищих відзнак, згідно із Положенням про премію, присуджуються лауреатам віком до 28 років. У разі відсутності таких, комісія (журі) має право розглядати інші подання незалежно від вікового цензу. Матеріали (подання, книги, твори, відгуки, рекомендації, експертні оцінки та ін.) подаються як авторами, так й творчими колективами, спілками, громадськими організаціями за адресою: м. Вінниця, вул. Соборна, 85, офіс 32.

### Визначення лауреатів та нагородження
Лауреати визначаються кваліфікованою комісією (журі) у складі представників організацій-фундаторів премії, спонсорів та з числа творчої інтелігенції Вінниччини.
Нагородження відбувається в урочистій обстановці. Лауреатам вручаються дипломи спеціального зразку з відзнакою у вигляді вишні, а також грошова винагорода, розмір якої визначається спонсорами.

## Лауреати
За всі роки існування премії «Кришталева вишня» визначено понад сотню лауреатів. У 2011—2012 рр. премія не присуждувалась.

### Номінація «Поезія, проза»
1995 — Асєєва Н. О., Боярунець Ю. О., Кадочніков О. П., Мельник В. І.

1996 — Лазаренко В. І., Овсієнко Г. О., Прилипко В. П., Тищенко З. В.

1997 — Гірник П. М., Вертипорох В. В.

1998 — Лященко О. А., Шуров І. В.

1999 — Лазаренко В. І., Пасічник О. В., Ігушева А. В.

2000 — Калитко К. О., Царенко С. О.

2001 — Зарицький П. А.

2002 — Погребняк Н. В., Олефір Вікторія

2003 — Асачова О. Ю., Мартинюк А. І.

2004 — Дроздова І. О., Лапатанова-Пономарьова С. О. 

2005 — Травнева С. М., колектив авторів: Солєйко Л. П., Солєйко О. В., Царенко С. О.

2006 — Борецький В. В., Красуляк З. І. 

2007 — Коноваленко Т. І., Борозєнцев Л. Л.

2008 — Ємельянова Л. О., Лашко Оксана, Павленко О. Г.

2009 — Штофель Д. Х., Гальянова В. О.

2010 — Чепернатий С. В., Гончар А. Г., Дмитренко Ж. В.

2013 — Шевчук В. Й., Черній М. М., Татчин С. О.

2014 — Бурбело О. С., Загрійчук А. Л.

2015 — Броварна Ю. В., Куций Л. М., Любацька Л. В.

2016 — Девдера К. М., Юрчак Ю. В.

2017 — Герасименко О. В., Ісько А. А.

2018 — Крупка В. П., Федорчук І. П.

2019 — Блонська С. І., Прушковська В. Д., Деркач С. В.

2020 — Ватага О. В., Афанасієва О. М.

2021 — Перейма Д. В., Ганай В. В.

2022 — Кринична (Гуменюк) С. С., Руда М. Г.

2023 — Петрушкевич А. К., Наумов А. І.

2024 — Бондаренко А. П., Гранатова В. І.

### Номінація «Архітектура, живопис, графіка, театр, музика, хореографія»
1999 — Курков Г. В.

2000 — Козерацький Ю. Е., Коротких О. М., Любарець П. С., Мальцева М. С., Славінська Т. Д., Янчик О. Ю., колектив «Віоліно», студія «Експеримент»

2001 — Гуляєва Н. Ю., Мороз П. М., Никитюк О. А., Вольський А. М., Чорнобаєва Т. Ф. 

2002 — Танасійчук О. М., Лесніченко А. В., Білявський Г. В., Верещагіна О. Є., Пільчен О. Й., Прусс В. В.

2003 — Войтко О. П., Мруг А. І., Радько О. А. 

2004 — Городинська О. В., Клепіков В. О., Андрусишена Ж. С., Павлова Н. І.

2005 — Кривцун Н. С., Гаврилюк Н. С., Бондар Л. В.

2006 — Сардаковський М. М., Ковальчук О., Поздоровкіна А. М., Качурський І. М., Верхова М. О.

2007 — Калакай Д. С., Пустовіт М. М., Романюк Н. В., Чорнобаєв О. В., Свіргун О. В. 

2008 — Моторна О. П., Горобчук І. І., Гуцал Т. В.

2009 — Панкоша Л. П., Кузьміна О. Г., Костюк Б. С.

2010 — Довгань С. М., Шульгань О. В., Шолом Н. О.

2013 — Васюк Ю. А., Джус Н. І., Прилипко Л. А.

2014 — Кондратюк Н. П., Шпак В. П.

2015 — Філінська Л. Л.

2016 — Ніколаєва В. В., Волинець А. А., Грудін В. А..

2017 — Бугай С. О., Іщенко Н. І.

2018 — Ревенко М. Б.

2019 — Газінський В. І., Павлюк А. Г.

2020 — Солдатов Г. В., Ященко І. П.

2021 — Бєлозьорова Л. О., Кудлаєнко Д. Н.

2022 — Плясовиця Ю. О., Касевич С. Д.

2023 — Івлієв В. І., Мостицька Т. П.

2024 — Бондар М. О., Воронюк Ю. О.

### Номінація «Літературні дослідження, краєзнавство, громадська, літературна, видавнича та культурно-просвітницька діяльність, переклади»
1996 — Смолякова Г. М.

1997 — Кадочніков О. П.

1998 — Подолинний А. М.

1999 — Трубнікова Т. Г., Секретарьов А. М., Горлов В. П.

2000 — Рабенчук В. С.

2001 — Яковенко Т. В.

2002 — Звірик А. П.

2003 — Безбах Н. В., Приймасюк Т. Є.

2004 — Цвігун Т. О., Ткач Л. В.

2005 — Сидоренко І. Д., Петров В. Б.

2007 — Трубнікова Т. Г.

2008 — Приймачик Ф. М., Дідик Є. Г., Артемчик Ольга

2009 — Морозова Н. І., Кадочнікова Л. О.

2010 — Гарматюк Н. М.

2013 — Стебелєв А. В.

2014 — Тимчук В. М.

2015 — Гавришко-Бабічева А. Г., Гричанюк Л. К.

2016 — Крижанівський М. М.

2017 — Горлей В. С.

2018 — Сичко Л. І.

2019 — Зелененька І. А., Хмелевський Ю. М.

2020 — Мількевич В. С.

2021 — Гордійчук П. Г.

2022 — Баламут-Осоховська С. Ю.

2023 — Прокопенко Ю. А.

2024 — Войт П. П.